# Non c'è niente da ridere (film)
Non c'è niente da ridere, noto anche come Risate a crepapelle (Laughing Gravy), è un cortometraggio del 1931 con Stanlio e Ollio.

## Trama
Stanlio e Ollio sono in albergo con un cagnolino, Vercingetorige (nella versione originale il cane si chiama Laughing Gravy, da cui il titolo in inglese). Il burbero e suscettibile padrone però non gradisce la sua presenza, così Stanlio e Ollio per evitare che il cagnolino venga sbattuto fuori in mezzo alla neve, combineranno buffissimi disastri, fino a salire sul tetto e distruggere mezzo camino, per colpa del loro "amato" cagnolino. Alla fine del film il padrone, esasperato, li sbatte fuori, ma saranno costretti a restare a causa di un'epidemia di orecchioni che metterà in quarantena l'albergo: così il padrone li fa rientrare, ma poi si suicida, per non sopportare il trio per altri due mesi.

## Produzione
La pellicola è stata interamente realizzata nei vecchi Hal Roach Studios di Culver City, California.

## Curiosità
- Il film è un remake de La capra Penelope (1929).
- Nella versione italiana in bianco e nero doppiata dalla coppia Croccolo/Fiorentini per il montaggio I fratellini (1950), è stato leggermente tagliato l'inizio del film, e una parte in cui Stanlio e Ollio cercano di non cadere dal camino, ripristinate nella versione a colori distribuita con lo stesso doppiaggio.

## Versioni alternative
Furono girate altre tre versioni del film: una in spagnolo, una in tedesco e una in francese. Un breve spezzone di quest'ultima è apparso in un documentario inglese degli anni '80 su Laurel e Hardy.
Una versione inglese di durata 30 min, ha un finale alternativo, oltre ad alcune scene in più, non inserite nella versione ufficiale. Nel finale alternativo, Stanlio e Ollio, dopo essere stati sfrattati dal proprietario,fanno le valigie, e Ollio si lamenta dei pasticci in cui Stanlio lo coinvolge. Giunge una lettera di uno zio di Stanlio, che legge in segreto, non volendo rivelarne il contenuto. Incalzato da Ollio sempre più infastidito, Stanlio legge: lo zio gli lascia una ricca eredità a patto che abbandoni Ollio causa dei suoi mali. Stanlio è sul punto di cedere, Ollio però vuole avere come risarcimento il cagnolino; al che Stanlio straccia la lettera per amore del cane. Ollio si infuria distruggendo la stanza.
Oltre alla versione americana, Laurel e Hardy girarono anche due versioni daccapo in spagnolo e francese, non esistendo all'epoca il doppiaggio. La versione spagnola si intitola Los calaveras (durata 62 min) e unisce la comica al corto La bugia ("Be big!").